# Trude Lechle
Trude Lechle, auch Trude Dreihann (* 25. Mai 1919 in Innsbruck; † 18. Januar 2014 in Kitzbühel) war eine österreichische Schauspielerin und Produzentin.

## Leben und Wirken
Ihre Karriere begann sie als Schauspielerin in den von Walter Traut produzierten Olympia-Film-Produktionen. Ihre erste Rolle hatte sie 1939 in „Osterskitour in Tirol“ (auch „Osterskifahrt in Tirol“) mit Hauptdarsteller Heinrich Harrer, dem österreichischen Bergsteiger. 1940 folgte eine Rolle in Rudolf Weisers „ABC im Schnee“ und 1942 „Jugend in Sonne und Schnee“.
1941 wechselte sie ihre Tätigkeit und wurde Produktions- und Kameraassistentin in Sepp Allgeiers „Wehrmachtsfilm“. Der Film konnte jedoch nie fertiggestellt werden, da ein großer Teil der am Film mitwirkenden Männer zum Krieg gegen die Sowjetunion eingezogen wurden.
1943 heiratete sie Hans Dreihann-Holenia und war fortan auch unter dem Namen Trude Dreihann bekannt. Sie arbeitete als Kameraassistentin weiter, unter anderem in Leni Riefenstahls letztem Film „Tiefland“, der mit Isabella Ploberger als art director besonders stark mit Frauen besetzt war.
1948 spielte sie nochmals in einem Film mit dem Skifahrer Sepp Zwicknagel sowie Herbert Matt und Jan Boon in „Zehn Jahre später“ – eine Art Vergangenheitsbewältigung. Regisseur war Olympia-Film-Regisseur Harald Reinl. Hollywood-Filmstar Tyrone Power war bei der Premiere des Films anwesend und zeigte sich derart beeindruckt von diesem Film, dass er beschloss den Film persönlich in den Vereinigten Staaten zu veröffentlichen. Der Film besitzt Kult-Status und wird jährlich im ORF gezeigt.
Ihr Sohn, Alexander Dreihann-Holenia, Neffe des österreichischen Autors Alexander Lernet-Holenia, wirkte als Organisator von literarischen und kulturellen Veranstaltungen in Österreich.